# 나웅
나웅(羅雄, 1909년 ~ ?)은 한국의 연극인, 영화 배우이다. 본명 나준영(羅俊英)으로도 알려져 있고, 소설가 나도향에게는 사촌 동생이 된다.

## 생애
한성부 출생이다. 1928년 경부터 《나의 친구여》, 《지나가의 비밀》 등에 출연하여 영화 배우로 활동을 시작한 뒤 곧 촉망받는 연기자로 부상했다.
영화 배우로 활동하는 동시에 조선프롤레타리아예술가동맹 계열의 연극인으로서 조직 활동에 몰두했다. 1929년에 진보적 영화인들이 신흥영화예술가동맹을 창립했을 때 창립회원으로 가담했다. 이 단체는 약 반년 후에 카프 영화부로 편입되었다.
나웅은 이밖에도 극단 신건설과 동방키노에 관계하는 등 좌파적 활동을 펼치다가 경찰의 주시 대상이 되었고, 1932년에 좌파 예술인들이 검거된 영화구락부 사건에 연루되어 구속되었다. 나웅은 강호와 김태진만이 실형을 언도받은 이 사건에서는 풀려나왔다가, 제2차 카프 검거 사건 때 송영, 박영희, 한설야, 이기영 등과 함께 또다시 체포되었다.
신건설사 사건 이후 전향자 단체인 시국대응전선사상보국연맹에 경성지부 간사로 참여하면서 행보를 달리하게 되었다. 일제강점기 말기에 조선연극문화협회에 가담하여 친일 연극을 연출했고, 그 사이 《우러르라 창공(일본어: 仰げ大空)》(1943), 《망루의 결사대》(1943) 등 친일 영화 몇 편에도 출연했다.
1942년 조선총독부의 후원으로 개최된 제1회 연극경연대회에 화전민을 소재로 한 송영의 〈산풍〉을 연출해 출품, 연출상을 수상했다. 1943년 열린 제2회 대회에도 친일 성향이 농후한 송영의 〈역사〉를 출품하였고, 1945년의 제3회 대회에는 조명암의 〈현해탄〉을 연출하였다. 〈현해탄〉은 징병제를 선전하는 내용이다.
광복 직후에 다시 좌파 계열로 돌아가, 쇼와 천황의 항복 선언 이튿날 조선연극건설본부를 결성하였다. 이후 조선프롤레타리아연극동맹, 조선연극동맹에도 가담하여 송영, 신고송, 김승구 등과 함께 좌익 계열에서 활발히 활동하다가 1946년 경에 월북했다.
연출작으로 1933년 극단 신건설의 창립 작품으로 올린 에리히 레마르크의 〈서부전선 이상 없다〉, 광복 후 연출한 조명암의 〈독립군〉, 월북한 후 북조선에서 연출한 김태진의 〈리순신 장군〉 등이 있다. 1960년대 초반까지는 북조선에 생존해 활동했다는 기록이 있으나, 이후의 행적에 대해서는 알 수 없다.
2008년 민족문제연구소가 선정한 친일인명사전 수록예정자 명단 연극/영화 부문에 포함되었다.

## 같이 보기
- 조선프롤레타리아예술가동맹
- 신건설사 사건

## 참고자료
- 권영민 (2004년 2월 25일). 《한국현대문학대사전》. 서울: 서울대학교출판부. 267쪽쪽. ISBN 8952104617.
- 강옥희, 이영미, 이순진, 이승희 (2006년 12월 15일). 《식민지시대 대중예술인 사전》. 서울: 소도. 93~97쪽쪽. ISBN 9788990626264.

- 이북통신(以北通信) 제4권 제5호 (서울 : 三八社, 1949. 5)

p.15 : 월북한 연극인 나웅의 춘몽